# داريل براينت (سائق سباق)
داريل براينت (بالإنجليزية: Darrell Bryant)‏ هو سائق سباق أمريكي، ولد في 6 نوفمبر 1940 في توماسفيل في الولايات المتحدة.